# دار زروق

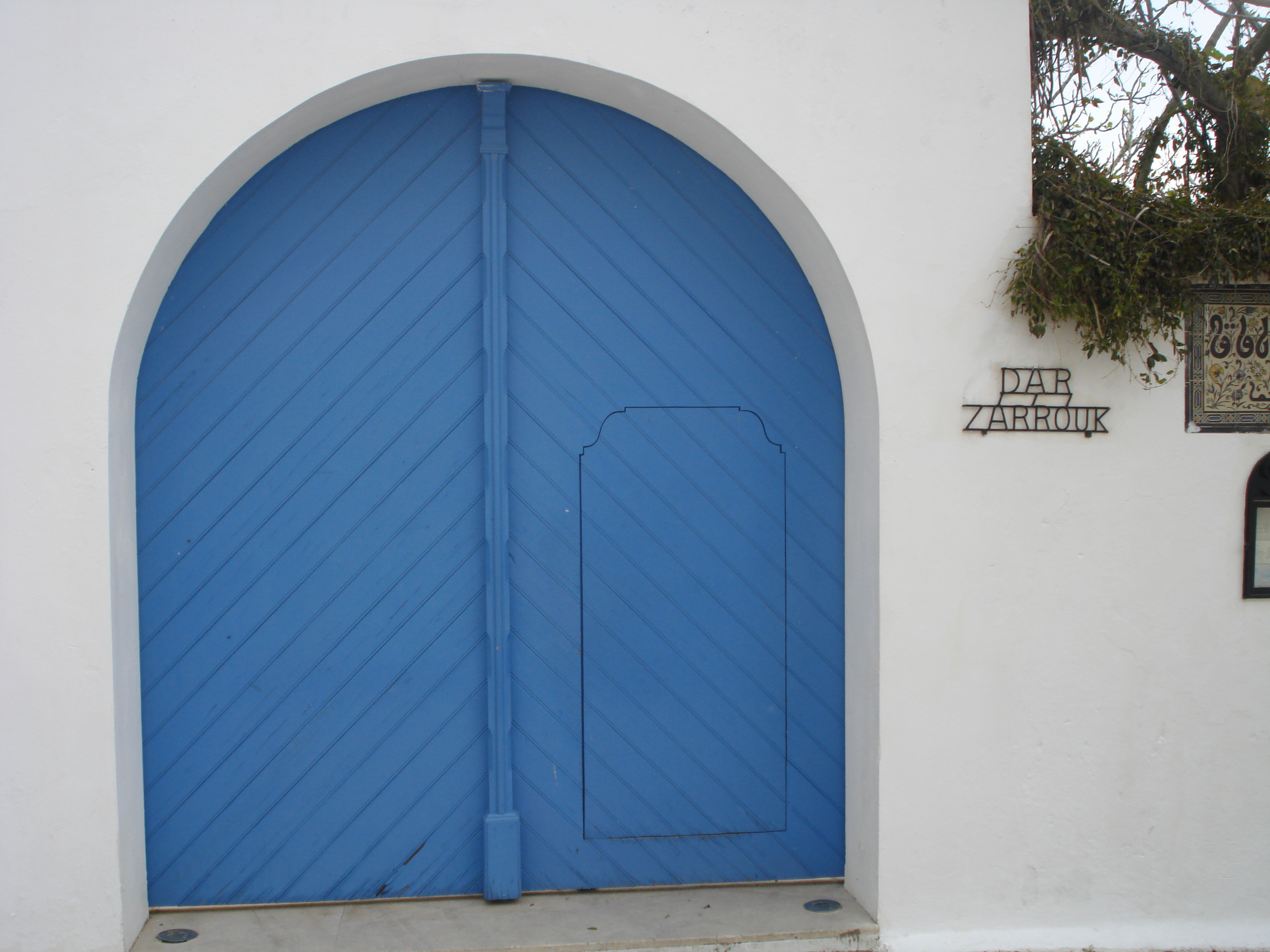
باب مطعم دار زروق شارع الهادي زروق بسيدي بوسعيد

دار زروق  هو قصر في مدينة تونس العتيقة في شارع القضاة وذلك في حي باب الجديد، وتصنف في مخزون جاك ريفو، عضو مجموعة أبحاث ودراسات الشرق الأوسط، كواحدة من كبرى بيوت المدينة التاريخية لمدينة تونس.

## التاريخ
دار زروق هو قصر أرستقراطي تسكنه عائلة زروق، من بينهم أبو عبد الله محمد العربي زروق، وزير تحت حكم حمودة باشا، وابنه محمد العربي الثاني الذي كان شيخ المدينة. بني القصر قرب قصر أمراء بنو خراسان (1057 - 1159)، الذي سكنه أيضا الدايات المراديين عثمان ويوسف وأسطا مراد، والذي أنشأه قرصان تفويضي والداي مراد في القرن السابع عشر، والذي غير من قبل عائلة زروق بين القرن الثامن عشر والتاسع عشر.

## الهندسة
يتكون في الأساس من طابق أرضي، وملاكه الجدد أضافوا منزل لمضيفيهم، وغرفة راحة في الشرفة (كشك). هذا القصر لديه ممتلكات أخرى تابعة له ذات هدف ربحي، كمطحنة حبوب (طاحونة) التي تمد دار زروق بملتزماتها من الحبوب، وكذلك فرن خبز (كوشة). من جهة أخرى، يحتوي على مصلى خاص لأفراد الأسرة، وحديقة خاصة داخلية. محمد زروق، ابن الوزير العربي زروق، أسس في أواخر القرن التاسع عشر، ثلاث شقق بطابقين فوق الدريبة ومفتوحة على الخارج.